# Cubocephalus caligneus
Cubocephalus caligneus là một loài tò vò trong họ Ichneumonidae.